# Tiapcze
Tiapcze (ukr. Тяпче) – wieś na Ukrainie, w  obwodzie iwanofrankiwskim, w rejonie dolińskim.
Znajduje tu się przystanek kolejowy Świca, położony na linii Stryj – Iwano-Frankiwsk (odcinek dawnej Galicyjskiej Kolei Transwersalnej).